# Pray You Catch Me
Pray You Catch Me  è un brano musicale della cantante statunitense Beyoncé, prima traccia del suo sesto album in studio Lemonade, che è stato pubblicato il 23 aprile 2016 dalla Parkwood Entertainment e Columbia Records.

## Descrizione
Dopo la pubblicazione dell'album, la canzone ha debuttato nella Billboard Hot 100 alla trentesima posizione, oltre ad aver raggiunto il ventiduesimo posto nella classifica Hot R&B/Hip-Hop Songs. Il 12 maggio 2016, la canzone è stata inclusa nella ventitreesima puntata del Grey's Anatomy, «Finalmente». La canzone è stata eseguita all'annuale MTV Video Music Awards, dove ha eseguito anche Hold Up, Sorry, Don't Hurt Yourself e Formation.

## Video musicale
Il video musicale della canzone fa parte di un film di un'ora con lo stesso titolo come il suo album d'origine, inizialmente andato in onda su HBO. Il video si apre con la parola «intuizione» scritta sullo schermo, dopo si può vedere la cantante davanti ad una tenda rossa e anche in una vasca possibilmente vuota. Poi delle scene con un gruppo di donne nere in abbigliamento gotico meridionale, guardando la telecamera. La clip finisce con la cantante che si getta  da un palazzo.

## Classifiche
| Classifica (2016)         | Posizione massima |
| ------------------------- | ----------------- |
| Canada                    | 71                |
| Francia                   | 96                |
| Regno Unito               | 52                |
| Regno Unito (R&B)         | 28                |
| Scozia                    | 50                |
| Stati Uniti               | 37                |
| Stati Uniti (R&B/Hip-Hop) | 22                |
| Ungheria                  | 30                |